# Saint-Lon-les-Mines
Saint-Lon-les-Mines (okzitanisch: Sent Lon) ist eine französische Gemeinde mit 1.242 Einwohnern (Stand: 1. Januar 2022) im Département Landes in der Region Nouvelle-Aquitaine (vor 2016: Aquitanien). Sie gehört zum Arrondissement Dax und zum Kanton Orthe et Arrigans.

## Geografie
Die Gemeinde Saint-Lon-les-Mines liegt am Westrand der Landschaft Chalosse, 15 Kilometer südwestlich von Dax und rund 31 Kilometer ostnordöstlich von Bayonne. An der nordöstlichen Gemeindegrenze verläuft das Flüsschen Bassecq. Nachbargemeinden sind Siest im Norden, Heugas im Nordosten, Cagnotte im Osten und Südosten, Bélus und Orthevielle im Süden, Port-de-Lanne im Südwesten und Orist im Westen und Nordwesten.

## Geschichte
Bis August 1918 hieß die Gemeinde Saint-Léon d’Orthe. Die Gemeinde wurde umbenannt, da seit 1896 hier mit Unterbrechungen Braunkohle gefördert wurde. Besonders intensiv war der Abbau von 1941 bis 1947. Die Mine wurde 1949 endgültig stillgelegt, als wieder Kohle besserer Qualität zur Verfügung stand.

## Bevölkerungsentwicklung
| Jahr                       | 1962 | 1968 | 1975 | 1982 | 1990 | 1999 | 2006 | 2017 |
| Einwohner                  | 841  | 809  | 803  | 804  | 877  | 905  | 1098 | 1208 |
| Quellen: Cassini und INSEE |      |      |      |      |      |      |      |      |

## Sehenswürdigkeiten
- Kirche Saint-Barthélemy-et-Saint-Léon aus dem 13. Jahrhundert
- Schloss Le Prada
- Schloss Monbet

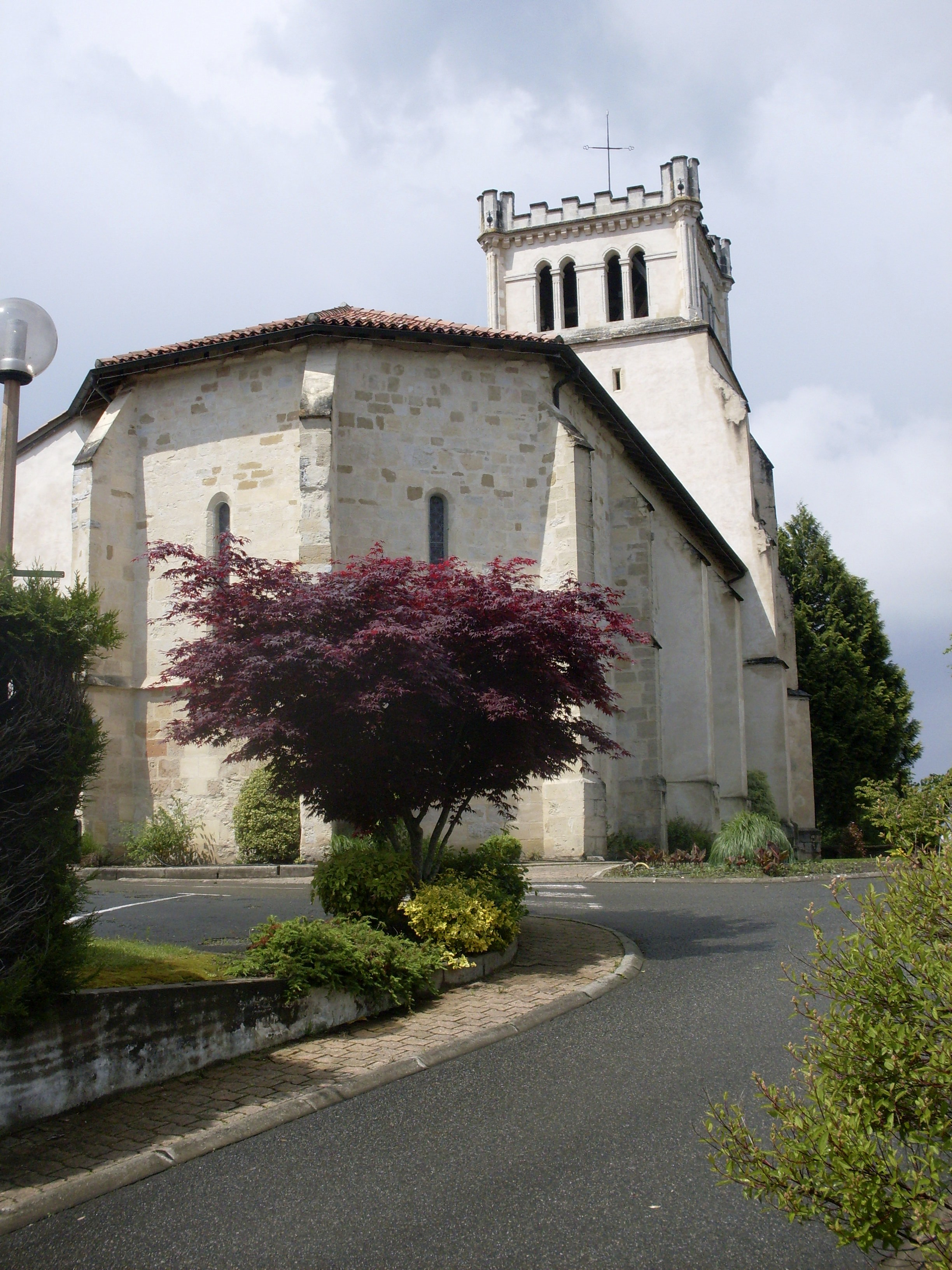
Kirche Saint-Barthélemy-et-Saint-Léon
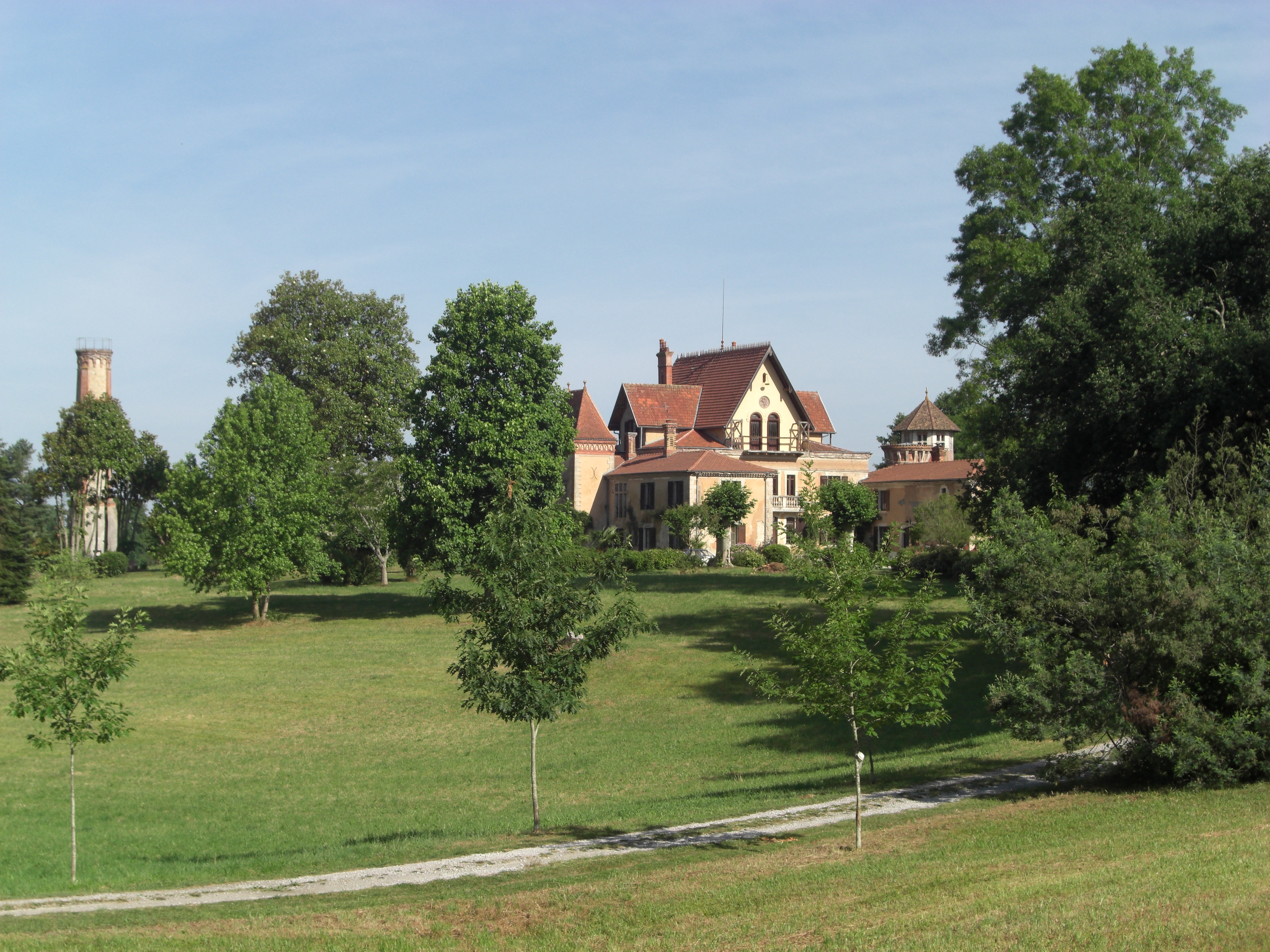
Schloss Le Prada
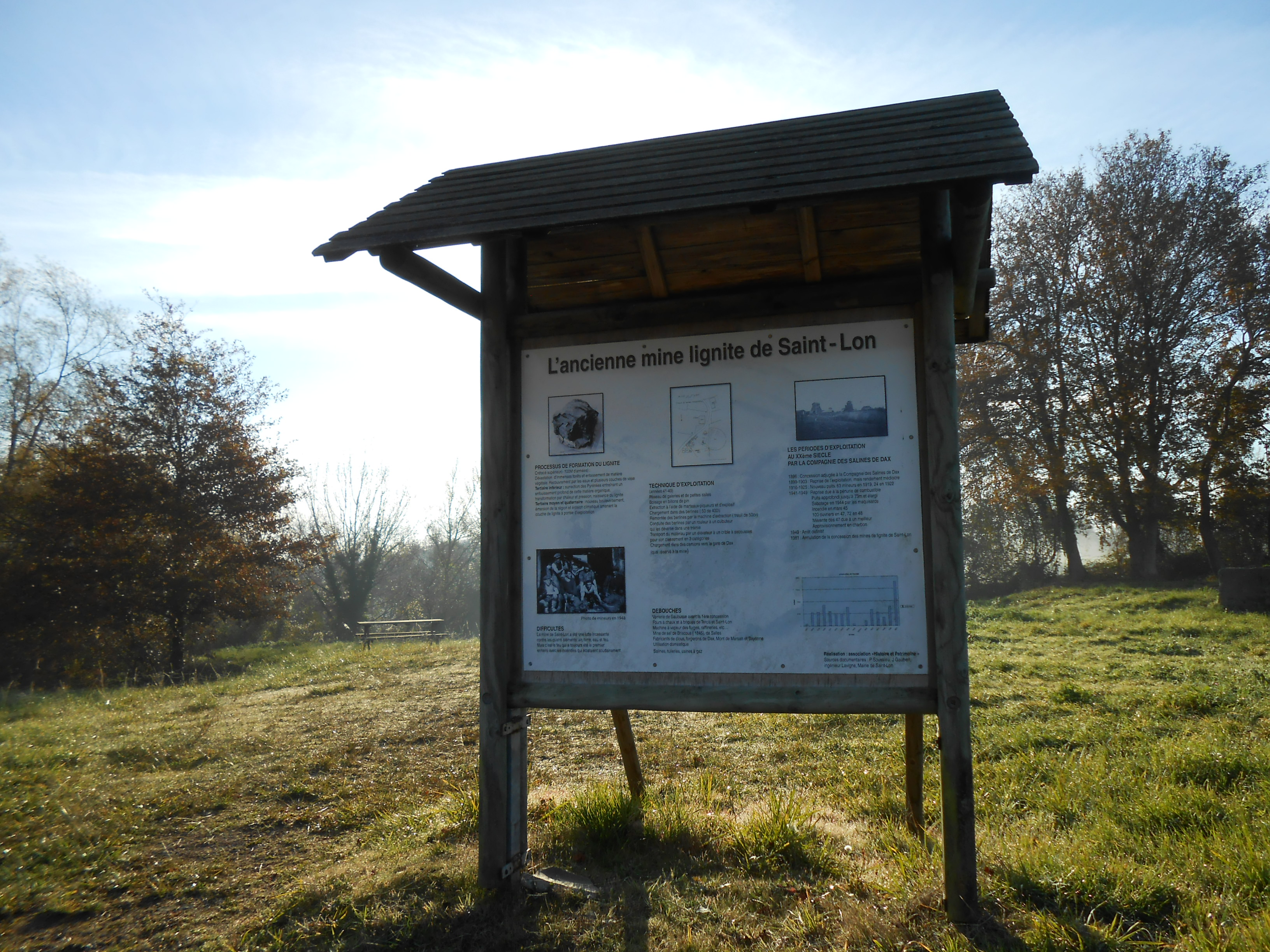
Informationstafel in der Nähe der ehemaligen Braunkohlengrube